# Гове
Гове (порт. Gove)  —  район (фрегезия) в Португалии,  входит в округ Порту. Является составной частью муниципалитета  Байан. По старому административному делению входил в провинцию Дору-Литорал. Входит в экономико-статистический  субрегион Тамега, который входит в Северный регион. Население составляет 2030 человек на 2001 год. Занимает площадь 12,27 км².
Покровителем района считается Дева Мария (порт. Santa Maria). 